# The Late Great Magic Sam
The Late Great Magic Sam è un album-raccolta del chitarrista e cantante di blues Magic Sam, pubblicato dall'etichetta tedesca L+R Records nel 1980.

## Tracce
Lato A
1. High Heel Sneakers – 2:44 (Robert Higginbotham) – Registrato l'11 febbraio 1964 al IRC Studio di Chicago, Illinois
2. All Your Love – 2:40 (Samuel Maghett) – Registrato l'11 febbraio 1964 al IRC Studio di Chicago, Illinois
3. Trying to Make It – 2:54 (Samuel Maghett) – Registrato l'11 febbraio 1964 al IRC Studio di Chicago, Illinois
4. Call Me If You Need Me – 2:09 (Jimmie D. Harris) – Registrato l'11 febbraio 1964 al IRC Studio di Chicago, Illinois
5. Look Out Sam – 1:56 (Samuel Maghett) – Registrato l'11 febbraio 1964 al IRC Studio di Chicago, Illinois
6. Torturing My Soul – 3:52 (Samuel Maghett) – Registrato il 30 ottobre 1963 al MBS Recording Studio di Chicago, Illinois

Durata totale: 16:15
Lato B
1. Sometimes – 3:33 (Samuel Maghett) – Registrato il 30 ottobre 1963 al MBS Recording Studio di Chicago, Illinois
2. Back Door Friend – 1:51 (James A. Lane) – Registrato l'11 febbraio 1964 al IRC Studio di Chicago, Illinois
3. Feeling Good – 3:11 (Samuel Maghett) – Registrato il 30 ottobre 1963 al MBS Recording Studio di Chicago, Illinois
4. All Your Fault – 3:01 (Samuel Maghett) – Registrato il 30 ottobre 1963 al MBS Recording Studio di Chicago, Illinois
5. Looking Good – 2:05 (Samuel Maghett) – Registrato dal vivo il 3 ottobre 1969 al Royal Albert Hall di Londra
6. Easy Baby – 3:22 (Samuel Maghett) – Registrato dal vivo il 3 ottobre 1969 al Royal Albert Hall di Londra

Durata totale: 17:03

## Musicisti
A1 / A2 / A3 / A4 / A5 / A6 / B1 / B2 / B3 / B4
- Magic Sam - voce, chitarra
- Mack Thompson - basso
- Personale rimanente della band sconosciuto

B5 / B6
- Magic Sam - voce, chitarra
- Mack Thompson - basso
- Robert St. Julien - batteria